# (24672) 1989 OJ
(24672) 1989 OJ là một tiểu hành tinh vành đai chính. Nó được phát hiện bởi Robert H. McNaught ở Đài thiên văn Siding Spring ở Coonabarabran, New South Wales, Australia, ngày 27 tháng 7 năm 1989.